# Dehéries
Dehéries ist eine französische Gemeinde mit 42 Einwohnern (Stand: 1. Januar 2022) im Département Nord in der Region Hauts-de-France. Sie gehört zum Arrondissement Cambrai und ist Mitglied des Gemeindeverbands Communauté d’agglomération du Caudrésis et du Catésis. Die Bewohner nennen sich Déhérisiens und Déhérisiennes.

## Geografie
Die Gemeinde Dehéries liegt 17 Kilometer südöstlich von Cambrai. Sie grenzt an Walincourt-Selvigny im Norden, Élincourt im Osten und im Südosten sowie Malincourt im Südwesten und Westen.

## Bevölkerungsentwicklung
| Jahr                       | 1962 | 1968 | 1975 | 1982 | 1990 | 1999 | 2006 | 2011 | 2020 |
| Einwohner                  | 44   | 28   | 31   | 37   | 33   | 37   | 41   | 43   | 38   |
| Quellen: Cassini und INSEE |      |      |      |      |      |      |      |      |      |

## Sehenswürdigkeiten
- Kirche Sainte-Anne aus dem 19. Jahrhundert
- Windmühle
- Oratorium

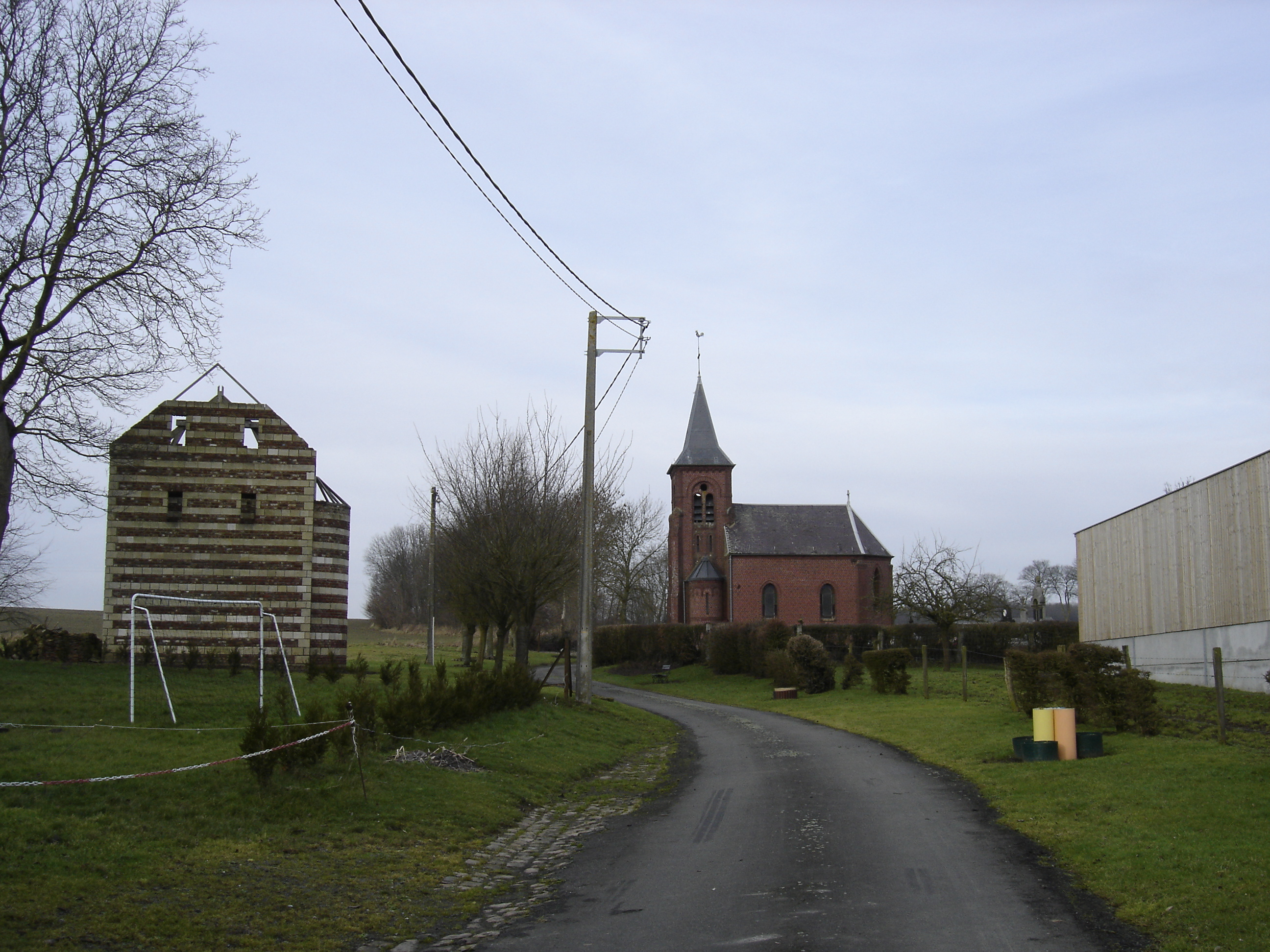
Kirche Sainte-Anne
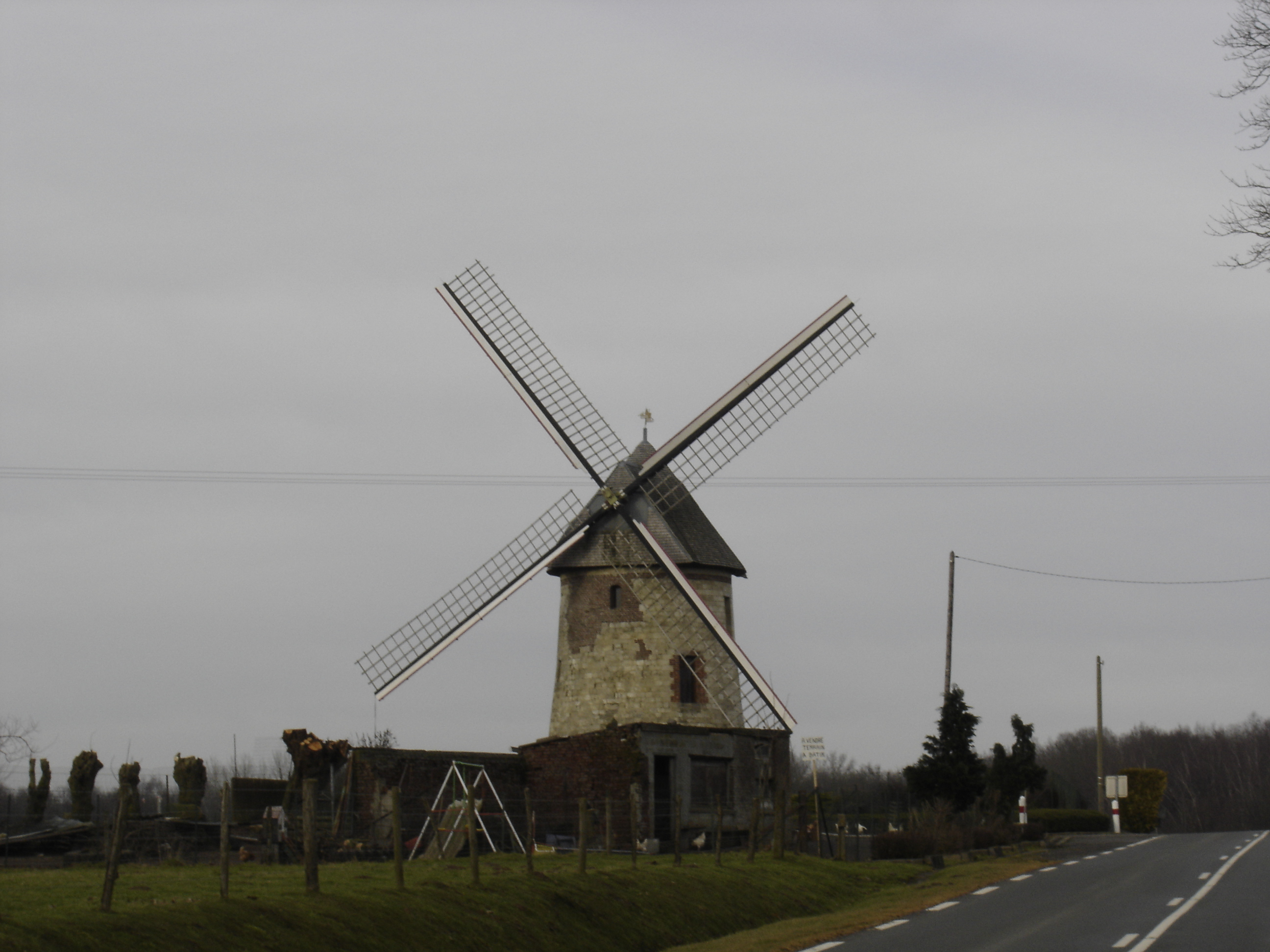
Windmühle